# Citroën M35
Citroën M35 — экспериментальный автомобиль, выпускавшийся французской компанией Citroën с 1969 по 1971 год. Это была ограниченная серия (всего 267 экземпляров), созданная для тестирования роторного двигателя Ванкеля (разработанного совместно с NSU) в сочетании с кузовом на базе Citroën Ami 8.

## История
В конце 1960-х Citroën заинтересовался технологией роторно-поршневых двигателей и заключил соглашение с немецкой фирмой NSU (пионером в этой области). Целью было изучение надёжности и эффективности двигателя Ванкеля в реальных условиях эксплуатации.
Автомобиль M35 стал испытательной платформой:
- Кузов — модифицированная версия Citroën Ami 8 с двухдверным кузовом типа купе.
- Двигатель — односекционный роторный Ванкеля (Type KKM 624) объёмом 497 см³ (эквивалент ~1000 см³ у поршневых ДВС), мощность 49 л.с.
- Трансмиссия — 4-ступенчатая механическая КПП.

Проект был закрыт в 1971 году из-за ненадёжности двигателя (быстрый износ уплотнений ротора) и высокого расхода топлива. Большинство M35 были утилизированы, но около 50 экземпляров сохранились.

## Технические характеристики
| Параметр              | Значение                   |
| --------------------- | -------------------------- |
| Двигатель             | Роторный Ванкеля (497 см³) |
| Мощность              | 49 л.с. при 5500 об/мин    |
| Крутящий момент       | 78 Н·м при 3000 об/мин     |
| Разгон 0–100 км/ч     | ~19 сек                    |
| Макс. скорость        | 144 км/ч                   |
| Расход топлива        | ~10–12 л/100 км            |
| Количество выпущенных | 267 шт.                    |

## Особенности конструкции
- Гидропневматическая подвеска (как у Citroën DS).
- Полуавтоматические фары (включение при запуске двигателя).
- Уникальная приборная панель с тахометром и индикатором температуры ротора.
- Отсутствие задних сидений (заменены на дополнительную звукоизоляцию).

## Судьба проекта
Несмотря на провал M35, Citroën продолжил эксперименты с роторными двигателями:
- 1973 — представлен Citroën GS Birotor (с двухсекционным Ванкелем), но из-за нефтяного кризиса выпуск свернули (всего 847 авто).
- 1975 — программа роторных двигателей окончательно закрыта.

## Коллекционная ценность
Из-за малого числа уцелевших экземпляров M35 стал желанным объектом для коллекционеров. В 2020-х годах его стоимость достигает 50–100 тыс. евро.